# Benjamin Boyce
Benjamin John Boyce (ur. 23 sierpnia 1968 w Edgware) – brytyjski piosenkarz pop, członek angielsko-holenderskiego boysbandu Caught in the Act.

## Życiorys
Urodził się w Edgware, w Londynie, jako syn wiolonczelisty i pianistki. Po rozdzieleniu rodziców mieszkał z matką w Holandii, aż do 16 roku życia. Pracował jako pomywacz i kelner. Następnie studiował projekt graficzny w Kanadzie. 
Początkowo chciał być i wyjechał do Stanów Zjednoczonych. Jednak wrócił do Holandii, gdzie brał udział w reklamach i filmach telewizyjnych.
W 1992 roku podczas przesłuchania został odkryty przez Franka Kroma i zaproszony do castingu boysbandu. Menadżer Cees van Leeuwen przyjął go do zespołu Caught in the Act (CITA). W latach 1995–98 CITA nagrał kilka hitów, w tym "Love Is Everywhere", "Let This Love Begin" czy "Don’t Walk Away", i sprzedał ponad 20 milionów płyt, otrzymała 15 złotych płyt i dwie platynowe płyty. 16 sierpnia 1998 zespół rozpadł się, ku rozczarowaniu ich fanów.
Po rozpadzie CITA, Boyce przeniósł się do Kolonii i próbował zaistnieć jako wokalista solowy. W 1999 roku nakładem wydawnictwa Epic ukazał się jego solowy album Benjamin Boyce, który wypromowały dwa single "Change" i "10,000 Light Years".
Wystąpił w operach mydlanych RTL: Gute Zeiten, schlechte Zeiten (Dobre czasy, złe czasy, 1994) i Unter Uns (Między nami, 29 i 30 grudnia 2000). Wziął także udział w niemieckiej komedii Kto całuje pannę młodą? (Wen küsst die Braut?, 2002), programie ProSieben Comeback – Die große Chance (2004), gdzie zajął drugie miejsce za Chrisem Normanem, byłym wokalistą zespołu Smokie. W 2004 roku w Niemczech wylansował przebój "Where Is Your Love". 11 kwietnia 2010 roku był uczestnikiem programu VOX Das perfekte Dinner z Oli.P, a w kwietniu 2012 brał udział w programie The Winner Is …. 12 października 2012 roku ukazał się singiel "Whatever You’re Looking For", a 30 września 2016 roku miał premierę singiel "I'm Free".
12 października 2007 roku urodziła się jego córka Natalia Sofi Louis Boyce. 

## Dyskografia

### albumy
- 1999: Benjamin Boyce (wyd. Epic)

### single
- 1999: "10.000 Light Years" (wyd. Epic)
- 1999: "Change" (CD, wyd. Epic EPC 667234 2)
- 2000: "Lonely" (CD, wyd. Epic EPC 6691852)
- 2004: "Where Is Your Love" (wyd. Polydor)
- 2004: Francesco Diaz - "Across The Sea" (wyd. Muschitunes MT006)
- 2004: "Shine On" (CD, Maxi wyd. ZYX Music ZYX 9780-8)
- 2004: "Angel Eyes E.P." (CD, EP, wyd. ZYX Music ZYX 9795-8)
- 2012: "Whatever You're Looking For" (wyd. HWT Booyanova)
- 2016: "I'm Free" (wyd. Da Music)